# Gerd (satélite)
Gerd es un satélite natural de Saturno. Su descubrimiento fue anunciado por Scott S. Sheppard, David C. Jewitt y Jan Kleyna el 7 de octubre de 2019 a partir de observaciones tomadas entre el 12 de diciembre de 2004 y el 22 de marzo de 2007.
Gerd tiene unos 4 kilómetros de diámetro y orbita a Saturno a una distancia promedio de 21,174 Gm en 1150,69 días, con una inclinación de 173° a la eclíptica, en dirección retrógrada y con una excentricidad de 0,442.